# Malte au Concours Eurovision de la chanson 2015
Malte a annoncé sa participation au Concours Eurovision de la chanson 2015 à Vienne, en Autriche le 11 juillet 2014.

## Sélection
Comme les années précédentes, le gagnant du concours Malta Eurovision Song Contest représente Malte au Concours Eurovision de la chanson. La finale est diffusée le 22 novembre 2014. La gagnante est Amber Bondin avec la chanson Warrior.

### Participants
20 chansons sont en compétition. Parmi les candidats, Glen Vella a déjà représenté Malte en 2011 et Gianluca Bezzina, cette fois membre du groupe L-Aħwa avec ses frères et sœurs, en  2013. Daniel Testa, quant à lui, a représenté Malte à la version junior du concours, en 2008.

### Demi-finale
Toutes les chansons sont en anglais. 14 des vingt chansons se qualifièrent pour la finale.
- Chansons qualifiées

| Artiste          | Chanson               | Traduction                      |
| ---------------- | --------------------- | ------------------------------- |
| Lyndsay Pace     | Home                  | Foyer                           |
| Glen Vella       | Breakaway             | Changement radical              |
| Trilogy          | Chasing a dream       | Poursuivre un rêve              |
| Karen DeBattista | 12, Baker Street      | -                               |
| Franklin         | Still here            | Toujours là                     |
| Deborah C        | It's OK               | C'est bon                       |
| Lawrence Gray    | The one that you love | Celui que tu aimes              |
| Amber            | Warrior               | Guerrière                       |
| Daniel Testa     | Something in the way  | Quelque chose sur la bonne voie |
| Jessika          | Fandango              | Fandango                        |
| Christabelle     | Rush                  | Ruée                            |
| Chris Grech      | Closed doors          | Portes fermées                  |
| L-Aħwa           | Beautiful to me       | Magnifique pour moi             |
| Raquel           | Stop haunting me      | Cesse de me hanter              |
| Danica Muscat    | Close your eyes       | Ferme tes yeux                  |
| Corazon          | Secretly              | Secrètement                     |
| Iona Dalli       | Could have been me    | Ça aurait pu être moi           |
| Domenique        | Take me as I am       | Prends-moi comme je suis        |
| Dominic          | Once in a while       | De temps à autre                |
| Ekklesia Sisters | Love and let go       | Aime et laisse faire            |

### Finale
La gagnante du Concours est Amber. Elle eut une victoire unanime, remportant la note maximale par tous les jurés et par le télévote. 
| Ordre | Artiste          | Chanson               | Traduction                      | Jury | Télévote | Points | Place |
| ----- | ---------------- | --------------------- | ------------------------------- | ---- | -------- | ------ | ----- |
| 01    | Glen Vella       | Breakaway             | Changement radical              | 35   | 4        | 39     | 3     |
| 02    | Karen DeBattista | 12, Baker Street      | -                               | 0    | 0        | 0      | 14    |
| 03    | Dominic          | Once in a while       | De temps à autre                | 11   | 0        | 11     | 12    |
| 04    | Trilogy          | Chasing a dream       | Poursuivre un rêve              | 9    | 3        | 12     | 10    |
| 05    | Chris Grech      | Closed doors          | Portes fermées                  | 33   | 2        | 35     | 4     |
| 06    | Ekklesia Sisters | Love and let go       | Aime et laisse faire            | 13   | 10       | 23     | 7     |
| 07    | Jessika          | Fandango              | -                               | 12   | 6        | 18     | 8     |
| 08    | Deborah C        | It's OK               | C'est bon                       | 12   | 0        | 12     | 10    |
| 09    | Amber            | Warrior               | Guerrière                       | 60   | 12       | 72     | 1     |
| 10    | L-Aħwa           | Beautiful to me       | Magnifique pour moi             | 10   | 1        | 11     | 12    |
| 11    | Franklin         | Still here            | Toujours là                     | 18   | 8        | 26     | 5     |
| 12    | Christabelle     | Rush                  | Ruée                            | 40   | 7        | 47     | 2     |
| 13    | Lawrence Gray    | The one that you love | Celui que tu aimes              | 13   | 5        | 18     | 8     |
| 14    | Daniel Testa     | Something in the way  | Quelque chose sur la bonne voie | 24   | 0        | 24     | 6     |

#### Détail des votes des jurys
|                       |           | Points attribués | Points attribués | Points attribués | Points attribués | Points attribués | Points attribués |
| --------------------- | --------- | ---------------- | ---------------- | ---------------- | ---------------- | ---------------- | ---------------- |
| O. Melzig             | F. Biasia | G. Gasparyan     | O. Galea         | A. Zarb Adami    | Total            |                  |                  |
| Chansons              |           |                  |                  |                  |                  |                  |                  |
| Breakaway             | 8         | 6                | 8                | 7                | 6                | 35               |                  |
| 12, Baker Street      | –         | –                | –                | –                | –                | 0                |                  |
| Once in a While       | 1         | 2                | 5                | 3                | –                | 11               |                  |
| Chasing A Dream       | 4         | 3                | –                | 2                | –                | 9                |                  |
| Closed Doors          | 7         | 7                | 10               | 5                | 4                | 33               |                  |
| Love and let go       | 3         | 1                | 4                | –                | 5                | 13               |                  |
| Fadango               | –         | –                | –                | 4                | 8                | 12               |                  |
| It's OK               | 2         | 4                | 6                | –                | –                | 12               |                  |
| Warrior               | 12        | 12               | 12               | 12               | 12               | 60               |                  |
| Beautiful to me       | –         | –                | 7                | –                | 3                | 10               |                  |
| Still here            | 6         | 5                | –                | 6                | 1                | 18               |                  |
| Rush                  | 10        | 10               | 2                | 8                | 10               | 40               |                  |
| The One That You Love | –         | –                | 1                | 10               | 2                | 13               |                  |
| Something In The Way  | 5         | 8                | 3                | 1                | 7                | 24               |                  |

## À l'Eurovision
Malte participa à la seconde demi-finale, le 21 mai 2015. Arrivant 11e avec 43 points, le pays ne se qualifia pas pour la finale. Ce fut le premier échec du pays depuis 2011.